# Стремя (анатомия)
Стре́мя (стре́мечко, лат. stapes) — в анатомии — одна из слуховых косточек среднего уха, соединяет наковальню и улитку (внутреннее ухо). Получила название из-за сходства со стременем.
У человека — самая маленькая и самая лёгкая кость: её размер не превышает 4 мм, а вес — 2,5 мг.

## Происхождение
Стремечко происходит от гиомандибулы (os hyomandibulare) — верхней части подъязычной дуги (преобразованной жаберной дуги, следующей за челюстной дугой). У большинства рыб подъязычная дуга соединяет челюсти с мозговой коробкой, но у наземных позвоночных они стали соединяться непосредственно, гиомандибула освободилась и стала передавать звуковые вибрации во внутреннее ухо. При этом она сильно уменьшилась. Её промежуточной функцией была регуляция потока воды или воздуха через брызгальце (остаток жаберного отверстия между жаберными дугами, преобразовавшимися в челюсти и подъязычную дугу соответственно).

## История исследования
Кость была открыта Джованни Филиппо Инграссиасом в Неаполитанском университете в 1546 году. Однако её описание впервые опубликовал в 1549 году испанский анатом Педро Химено в «Dialogus de re medica».
Из-за схожести со стременем кость получила латинское название stapes. Поскольку в Древнем Риме стременами не пользовались и в классическом латинском языке такого понятия не существовало, слово было образовано в средневековой латыни из древних латинских корней stapia (от stare — стоять) и pedem (винительный падеж от pes — ступня).